# Гырбова
Гырбова (рум. Gîrbova) — село в Окницком районе Молдавии. Относится к сёлам, не образующим коммуну.

## География
Село расположено на высоте 256 метров над уровнем моря.

## Население
По данным переписи населения 2004 года, в селе Гырбова проживало 1398 человек (637 мужчин, 761 женщина).
Этнический состав села:
| Национальность | Число жителей | Процентный состав |
| -------------- | ------------- | ----------------- |
| молдаване      | 1348          | 96,42             |
| украинцы       | 25            | 1,79              |
| гагаузы        | 13            | 0,93              |
| русские        | 7             | 0,5               |
| румыны         | 3             | 0,21              |
| прочие         | 2             | 0,14              |
| Всего          | 1398          | 100 %             |